# Wysoczyzna Chojnowska
Wysoczyzna Chojnowska – mikroregion (317.781) w południowo-zachodniej Polsce, stanowiący większą, zachodnią część Równiny Chojnowskiej (317.78). 
W przeszłości termin postulowany w fizykogeograficznej (Janusz Kondracki) i geomorfologicznej (Sylwia Gilewska) regionalizacji Polski na określenie całej Równiny Chojnowskiej.
Mikroregion rozciąga się od zachodnich granic Legnicy, przez okolice Chojnowa (w centralnej części), do wschodnich granic Bolesławca.
Wysoczyzną Chojnowska jest utworem falistym wzniesionym około 200 m n.p.m. o wysokościach względnych dochodzących do 100 metrów. Na powierzchni wysoczyzny zalegają zdenudowane pokrywy moreny dennej.
Przez Wysoczyznę Chojnowską przeprowadzono szlaki komunikacyjne:
- autostradę A4,
- magistralną linię kolejową E30[3].